# Campeonato Brasileiro de Futebol de 1995 - Série B
O Campeonato Brasileiro da Série B de 1995 foi a 15.ª edição da segunda divisão do futebol brasileiro de 1995, que foi disputado por 24 equipes. Iniciou-se no dia 13 de Agosto de 1995 e encerrou-se no dia 16 de Dezembro de 1995. O Clube Atlético Paranaense, de Curitiba-PR, sagrou-se campeão e, juntamente com seu rival Coritiba Foot Ball Club, ganhou acesso à Série A do Campeonato Brasileiro de Futebol de 1996.

## Fórmula de disputa
- Primeira fase: Os 24 participantes são divididos em 4 grupos de 6 times. As equipes se enfrentam em turno e returno, classificando-se para segunda fase os 4 melhores colocados de cada grupo.
- Segunda fase: Os 16 classificados são divididos em 4 grupos de 4 times. As equipes se enfrentam mais uma vez em turno e returno. Os 2 melhores colocados de cada grupo classificam-se para a terceira fase.
- Terceira fase: As 8 equipes qualificadas são divididas em 2 grupos de 4 times. Novamente se enfrentam em turno e returno e passam para a fase final os dois melhores de cada grupo.
- Fase final: Os 4 finalistas disputam um quadrangular em turno e returno. Ao final, as duas equipes com maior pontuação são promovidas para a Série A do Campeonato Brasileiro em 1996.

## Confrontos
Para ler a tabela, a linha horizontal representa os jogos da equipe como mandante. A coluna vertical indica os jogos da equipe como visitante.

### Primeira Fase

#### Grupo A
| Time | Time             | P  | J  | V | E | D | GP | GC | SG |
| ---- | ---------------- | -- | -- | - | - | - | -- | -- | -- |
| 1    | Ceará            | 16 | 10 | 3 | 7 | 0 | 6  | 3  | 3  |
| 2    | Tuna Luso        | 14 | 10 | 4 | 2 | 4 | 11 | 10 | 1  |
| 3    | Remo             | 13 | 10 | 3 | 4 | 3 | 11 | 11 | 0  |
| 4    | América de Natal | 12 | 10 | 3 | 3 | 4 | 8  | 10 | -2 |
| 5    | Moto Club        | 12 | 10 | 3 | 3 | 4 | 7  | 9  | -2 |
| 6    | Náutico          | 11 | 10 | 2 | 5 | 3 | 8  | 8  | 0  |

|                  | ARN | CEA | MOT | NAU | REM | TUN |
| ---------------- | --- | --- | --- | --- | --- | --- |
| América de Natal | —   | 0-1 | 2-0 | 0-0 | 2-0 | 2-1 |
| Ceará            | 0-0 | —   | 0-0 | 0-0 | 2-2 | 2-1 |
| Moto Club        | 1-0 | 0-0 | —   | 2-0 | 0-1 | 3-1 |
| Náutico          | 3-2 | 0-1 | 0-0 | —   | 0-0 | 3-0 |
| Remo             | 4-0 | 0-0 | 2-1 | 2-2 | —   | 0-2 |
| Tuna Luso        | 0-0 | 0-0 | 3-0 | 1-0 | 2-0 | —   |

|  |                                           |
|  | Equipes classificadas para a segunda fase |
|  | Equipes eliminadas                        |

#### Grupo B
| Time | Time                   | P  | J  | V | E | D | GP | GC | SG  |
| ---- | ---------------------- | -- | -- | - | - | - | -- | -- | --- |
| 1    | Santa Cruz             | 18 | 10 | 5 | 3 | 2 | 17 | 7  | 10  |
| 2    | Sergipe                | 17 | 10 | 5 | 2 | 3 | 10 | 9  | 1   |
| 3    | Desportiva Ferroviária | 17 | 10 | 4 | 5 | 1 | 10 | 7  | 3   |
| 4    | Central                | 15 | 10 | 4 | 3 | 3 | 10 | 5  | 5   |
| 5    | CRB                    | 9  | 10 | 2 | 3 | 5 | 11 | 20 | -9  |
| 6    | Democrata GV           | 5  | 10 | 1 | 2 | 7 | 7  | 17 | -10 |

|                        | CEN | CRB | DEM | DES | SAN | SER |
| ---------------------- | --- | --- | --- | --- | --- | --- |
| Central                | —   | 2-0 | 1-0 | 1-0 | 0-0 | 1-1 |
| CRB                    | 2-1 | —   | 4-2 | 1-1 | 1-3 | 1-2 |
| Democrata GV           | 0-4 | 1-1 | —   | 1-2 | 1-0 | 0-1 |
| Desportiva Ferroviária | 0-0 | 0-0 | 1-0 | —   | 1-1 | 2-1 |
| Santa Cruz             | 1-0 | 6-0 | 2-2 | 1-2 | —   | 2-0 |
| Sergipe                | 1-0 | 2-1 | 1-0 | 1-1 | 0-1 | —   |

|  |                                           |
|  | Equipes classificadas para a segunda fase |
|  | Equipes eliminadas                        |

#### Grupo C
| Time | Time                | P  | J  | V | E | D | GP | GC | SG |
| ---- | ------------------- | -- | -- | - | - | - | -- | -- | -- |
| 1    | Atlético Paranaense | 23 | 10 | 7 | 2 | 1 | 17 | 7  | 10 |
| 2    | Goiatuba            | 14 | 10 | 4 | 2 | 4 | 12 | 13 | -1 |
| 3    | Americano           | 14 | 10 | 4 | 2 | 4 | 8  | 9  | -1 |
| 4    | GE Novorizontino    | 13 | 10 | 4 | 1 | 5 | 11 | 11 | 0  |
| 5    | América-SP          | 11 | 10 | 2 | 5 | 3 | 10 | 9  | 1  |
| 6    | Barra do Garças     | 8  | 10 | 2 | 2 | 6 | 8  | 17 | -9 |

|                     | ASP | AME | ATL | BAR | GOI | NOV |
| ------------------- | --- | --- | --- | --- | --- | --- |
| América-SP          | —   | 0-0 | 0-0 | 1-1 | 4-1 | 1-0 |
| Americano           | 1-0 | —   | 0-0 | 2-0 | 2-0 | 0-1 |
| Atlético Paranaense | 2-1 | 2-0 | —   | 3-0 | 2-0 | 2-0 |
| Barra do Garças     | 1-0 | 1-3 | 3-4 | —   | 0-0 | 1-0 |
| Goiatuba            | 1-1 | 3-0 | 2-0 | 2-1 | —   | 0-1 |
| GE Novorizontino    | 2-2 | 2-0 | 1-2 | 2-0 | 2-3 | —   |

|  |                                           |
|  | Equipes classificadas para a segunda fase |
|  | Equipes eliminadas                        |

#### Grupo D
| Time | Time        | P  | J  | V | E | D | GP | GC | SG  |
| ---- | ----------- | -- | -- | - | - | - | -- | -- | --- |
| 1    | Coritiba    | 21 | 10 | 6 | 3 | 1 | 17 | 5  | 12  |
| 2    | Mogi Mirim  | 20 | 10 | 6 | 2 | 2 | 11 | 5  | 6   |
| 3    | Londrina    | 14 | 10 | 3 | 5 | 2 | 14 | 6  | 8   |
| 4    | Bangu       | 13 | 10 | 4 | 1 | 5 | 6  | 11 | -5  |
| 5    | Ferroviária | 9  | 10 | 2 | 3 | 5 | 4  | 16 | -12 |
| 6    | Ponte Preta | 5  | 10 | 1 | 2 | 7 | 6  | 15 | -9  |

|             | BAN | COR | FER | LON | MOG | PON |
| ----------- | --- | --- | --- | --- | --- | --- |
| Bangu       | —   | 0-0 | 1-0 | 1-0 | 0-1 | 2-0 |
| Coritiba    | 2-0 | —   | 8-0 | 1-0 | 1-0 | 2-1 |
| Ferroviária | 1-0 | 0-0 | —   | 0-0 | 0-1 | 0-0 |
| Londrina    | 5-0 | 1-1 | 3-1 | —   | 1-1 | 3-0 |
| Mogi Mirim  | 1-0 | 2-0 | 3-0 | 0-0 | —   | 2-1 |
| Ponte Preta | 1-2 | 1-2 | 1-0 | 1-1 | 0-1 | —   |

|  |                                           |
|  | Equipes classificadas para a segunda fase |
|  | Equipes eliminadas                        |

### Segunda Fase

#### Grupo E
| Time | Time                   | P  | J | V | E | D | GP | GC | SG |
| ---- | ---------------------- | -- | - | - | - | - | -- | -- | -- |
| 1    | Sergipe                | 11 | 6 | 3 | 2 | 1 | 9  | 9  | 0  |
| 2    | Ceará                  | 10 | 6 | 3 | 1 | 2 | 11 | 5  | 6  |
| 3    | Desportiva Ferroviária | 9  | 6 | 2 | 3 | 1 | 13 | 10 | 3  |
| 4    | América de Natal       | 3  | 6 | 1 | 0 | 5 | 2  | 11 | -9 |

|                        | ARN | CEA | DES | SER |
| ---------------------- | --- | --- | --- | --- |
| América de Natal       | —   | 1-0 | 0-2 | 0-1 |
| Ceará                  | 2-1 | —   | 5-1 | 4-0 |
| Desportiva Ferroviária | 5-0 | 0-0 | —   | 2-2 |
| Sergipe                | 1-0 | 2-0 | 3-3 | —   |

|  |                                            |
|  | Equipes classificadas para a terceira fase |
|  | Equipes eliminadas                         |

#### Grupo F
| Time | Time       | P  | J | V | E | D | GP | GC | SG |
| ---- | ---------- | -- | - | - | - | - | -- | -- | -- |
| 1    | Remo       | 13 | 6 | 4 | 1 | 1 | 9  | 7  | 2  |
| 2    | Central    | 8  | 6 | 2 | 2 | 2 | 8  | 7  | 1  |
| 3    | Santa Cruz | 8  | 6 | 2 | 2 | 2 | 6  | 5  | 1  |
| 4    | Tuna Luso  | 4  | 6 | 1 | 1 | 4 | 8  | 12 | -4 |

|            | CEN | REM | SAN | TUN |
| ---------- | --- | --- | --- | --- |
| Central    | —   | 0-0 | 2-1 | 3-1 |
| Remo       | 2-1 | —   | 2-1 | 3-2 |
| Santa Cruz | 0-0 | 2-0 | —   | 1-0 |
| Tuna Luso  | 3-2 | 1-2 | 1-1 | —   |

|  |                                            |
|  | Equipes classificadas para a terceira fase |
|  | Equipes eliminadas                         |

#### Grupo G
| Time | Time                | P  | J | V | E | D | GP | GC | SG |
| ---- | ------------------- | -- | - | - | - | - | -- | -- | -- |
| 1    | Atlético Paranaense | 13 | 6 | 4 | 1 | 1 | 13 | 5  | 8  |
| 2    | Mogi Mirim          | 13 | 6 | 4 | 1 | 1 | 7  | 9  | -2 |
| 3    | Londrina            | 5  | 6 | 1 | 2 | 3 | 4  | 6  | -2 |
| 4    | GE Novorizontino    | 2  | 6 | 0 | 2 | 4 | 4  | 8  | -4 |

|                     | ATL | LON | MOG | NOV |
| ------------------- | --- | --- | --- | --- |
| Atlético Paranaense | —   | 1-1 | 6-0 | 1-0 |
| Londrina            | 1-2 | —   | 0-1 | 1-0 |
| Mogi Mirim          | 1-0 | 2-1 | —   | 2-1 |
| GE Novorizontino    | 2-3 | 0-0 | 1-1 | —   |

|  |                                            |
|  | Equipes classificadas para a terceira fase |
|  | Equipes eliminadas                         |

#### Grupo H
| Time | Time      | P  | J | V | E | D | GP | GC | SG |
| ---- | --------- | -- | - | - | - | - | -- | -- | -- |
| 1    | Coritiba  | 14 | 6 | 4 | 2 | 0 | 9  | 3  | 6  |
| 2    | Bangu     | 7  | 6 | 2 | 1 | 3 | 6  | 9  | -3 |
| 3    | Goiatuba  | 7  | 6 | 2 | 1 | 3 | 10 | 14 | -4 |
| 4    | Americano | 5  | 6 | 1 | 2 | 3 | 8  | 7  | 1  |

|           | AME | BAN | COR | GOI |
| --------- | --- | --- | --- | --- |
| Americano | —   | 0-1 | 1-1 | 5-1 |
| Bangu     | 0-0 | —   | 1-2 | 0-3 |
| Coritiba  | 1-0 | 2-0 | —   | 3-1 |
| Goiatuba  | 3-2 | 2-4 | 0-0 | —   |

|  |                                            |
|  | Equipes classificadas para a terceira fase |
|  | Equipes eliminadas                         |

### Terceira Fase

#### Grupo I
| Time | Time                | P  | J | V | E | D | GP | GC | SG |
| ---- | ------------------- | -- | - | - | - | - | -- | -- | -- |
| 1    | Atlético Paranaense | 16 | 6 | 5 | 1 | 0 | 9  | 3  | 6  |
| 2    | Central             | 8  | 6 | 2 | 2 | 2 | 7  | 6  | 1  |
| 3    | Bangu               | 6  | 6 | 1 | 3 | 2 | 6  | 6  | 0  |
| 4    | Sergipe             | 2  | 6 | 0 | 2 | 4 | 4  | 11 | -7 |

|                     | ATL | BAN | CEN | SER |
| ------------------- | --- | --- | --- | --- |
| Atlético Paranaense | —   | 1-0 | 2-0 | 2-1 |
| Bangu               | 0-1 | —   | 2-2 | 3-1 |
| Central             | 1-2 | 0-0 | —   | 2-0 |
| Sergipe             | 1-1 | 1-1 | 0-2 | —   |

|  |                                         |
|  | Equipes classificadas para a fase final |
|  | Equipes eliminadas                      |

#### Grupo J
| Time | Time       | P  | J | V | E | D | GP | GC | SG |
| ---- | ---------- | -- | - | - | - | - | -- | -- | -- |
| 1    | Mogi Mirim | 12 | 6 | 3 | 3 | 0 | 5  | 1  | 4  |
| 2    | Coritiba   | 9  | 6 | 2 | 3 | 1 | 6  | 3  | 3  |
| 3    | Remo       | 8  | 6 | 2 | 2 | 2 | 7  | 6  | 1  |
| 4    | Ceará      | 2  | 6 | 0 | 2 | 4 | 3  | 11 | -8 |

|            | CEA | COR | MOG | REM |
| ---------- | --- | --- | --- | --- |
| Ceará      | —   | 0-2 | 1-1 | 0-2 |
| Coritiba   | 1-1 | —   | 0-0 | 2-0 |
| Mogi Mirim | 1-0 | 1-0 | —   | 2-0 |
| Remo       | 4-1 | 1-1 | 0-0 | —   |

|  |                                         |
|  | Equipes classificadas para a fase final |
|  | Equipes eliminadas                      |

### Fase Final
| Time | Time                | P  | J | V | E | D | GP | GC | SG  |
| ---- | ------------------- | -- | - | - | - | - | -- | -- | --- |
| 1    | Atlético Paranaense | 13 | 6 | 4 | 1 | 1 | 8  | 5  | 3   |
| 2    | Coritiba            | 11 | 6 | 3 | 2 | 1 | 15 | 6  | 9   |
| 3    | Mogi Mirim          | 7  | 6 | 2 | 1 | 3 | 8  | 9  | -1  |
| 4    | Central             | 3  | 6 | 1 | 0 | 5 | 6  | 17 | -11 |

|                     | ATL | CEN | COR | MOG |
| ------------------- | --- | --- | --- | --- |
| Atlético Paranaense | —   | 4-1 | 1-1 | 1-0 |
| Central             | 0-1 | —   | 2-1 | 1-4 |
| Coritiba            | 3-0 | 4-2 | —   | 5-0 |
| Mogi Mirim          | 0-1 | 3-0 | 1-1 | —   |

## Campeão
| Campeão Brasileiro de 1995 (Série B)  |
| ------------------------------------- |
| Clube Atlético Paranaense (1º título) |

|  |                                           |
|  | Equipes promovidas para a Série A em 1996 |
|  | Equipes eliminadas                        |

## Classificação final
| Tabela de classificação | Tabela de classificação | Tabela de classificação | Tabela de classificação | Tabela de classificação | Tabela de classificação | Tabela de classificação | Tabela de classificação | Tabela de classificação | Tabela de classificação |
| Col.                    | Time                    | PG                      | J                       | V                       | E                       | D                       | GP                      | GC                      | SG                      |
| ----------------------- | ----------------------- | ----------------------- | ----------------------- | ----------------------- | ----------------------- | ----------------------- | ----------------------- | ----------------------- | ----------------------- |
| 1                       | Atlético Paranaense     | 65                      | 28                      | 20                      | 5                       | 3                       | 47                      | 20                      | 27                      |
| 2                       | Coritiba                | 55                      | 28                      | 15                      | 10                      | 3                       | 47                      | 17                      | 30                      |
| 3                       | Mogi Mirim              | 52                      | 28                      | 15                      | 7                       | 6                       | 31                      | 24                      | 7                       |
| 4                       | Central                 | 34                      | 28                      | 9                       | 7                       | 12                      | 31                      | 35                      | -4                      |
| 5                       | Remo                    | 34                      | 22                      | 9                       | 7                       | 6                       | 27                      | 24                      | 3                       |
| 6                       | Sergipe                 | 30                      | 22                      | 8                       | 6                       | 8                       | 23                      | 29                      | -6                      |
| 7                       | Ceará                   | 28                      | 22                      | 6                       | 10                      | 6                       | 20                      | 19                      | 1                       |
| 8                       | Bangu                   | 26                      | 22                      | 7                       | 5                       | 10                      | 18                      | 26                      | -8                      |
| 9                       | Santa Cruz              | 26                      | 16                      | 7                       | 5                       | 4                       | 23                      | 12                      | 11                      |
| 10                      | Desportiva Ferroviária  | 26                      | 16                      | 6                       | 8                       | 2                       | 23                      | 17                      | 6                       |
| 11                      | Goiatuba                | 21                      | 16                      | 6                       | 3                       | 7                       | 22                      | 27                      | -5                      |
| 12                      | Americano               | 19                      | 16                      | 5                       | 4                       | 7                       | 16                      | 16                      | 0                       |
| 13                      | Londrina                | 19                      | 16                      | 4                       | 7                       | 5                       | 18                      | 12                      | 6                       |
| 14                      | Tuna Luso               | 18                      | 16                      | 5                       | 3                       | 8                       | 19                      | 22                      | -3                      |
| 15                      | GE Novorizontino        | 15                      | 16                      | 4                       | 3                       | 9                       | 15                      | 19                      | -4                      |
| 16                      | América de Natal        | 15                      | 16                      | 4                       | 3                       | 9                       | 10                      | 21                      | -9                      |
| 17                      | Moto Club               | 12                      | 10                      | 3                       | 3                       | 4                       | 7                       | 9                       | -2                      |
| 18                      | América-SP              | 11                      | 10                      | 2                       | 5                       | 3                       | 10                      | 9                       | 1                       |
| 19                      | Náutico                 | 11                      | 10                      | 2                       | 5                       | 3                       | 8                       | 8                       | 0                       |
| 20                      | CRB                     | 9                       | 10                      | 2                       | 3                       | 5                       | 11                      | 20                      | -9                      |
| 21                      | Ferroviária             | 9                       | 10                      | 2                       | 3                       | 5                       | 4                       | 16                      | -12                     |
| 22                      | Ponte Preta             | 5                       | 10                      | 1                       | 2                       | 7                       | 6                       | 15                      | -9                      |
| 23                      | Barra do Garças         | 8                       | 10                      | 2                       | 2                       | 6                       | 8                       | 17                      | -9                      |
| 24                      | Democrata GV            | 5                       | 10                      | 1                       | 2                       | 7                       | 7                       | 17                      | -10                     |

| PG – Pontos ganhos; J – Jogos disputados; V - Vitórias; E - Empates; D - Derrotas; GP – Gols pró; GC – Gols contra; SG – Saldo de gols |

Classificação
|  |                                                    |
|  | Campeão e classificado para a Série A em 1996      |
|  | Vice-campeão e classificado para a Série A em 1996 |
|  | Eliminado na fase final                            |
|  | Eliminado na terceira fase                         |
|  | Eliminado na segunda fase                          |
|  | Eliminado na primeira fase                         |
|  | Rebaixado para a Série C em 1996                   |

1. ↑  O Barra do Garças foi excluído após ter acumulado dívidas junto à Federação Mato-Grossense de Futebol. Com isso, a Ponte Preta que havia sido rebaixada foi mantida na Série B.[3]